# Rafael Azcona
Rafael Azcona, né le 24 octobre 1926 à Logroño (Espagne) et mort le 24 mars 2008 à Madrid d'un cancer du poumon, est un écrivain, scénariste, acteur et réalisateur espagnol.

## Biographie
Rafael Azcona est né à Logroño le 24 octobre 1926. Il a commencé à écrire là-bas ; ses poèmes et ses récits de sa jeunesse parurent dans des revues de province. À l'automne 1951, il décide de partir à Madrid à la veille de son 25e anniversaire. Il parle de Madrid comme un « village très grand ».
Il commence en tant que romancier et collabore d'abord avec des revues humoristiques comme La codorniz.
Il commence à travailler comme auteur et scénariste en 1959, notamment avec le réalisateur italien Marco Ferreri, qui s'est installé en Espagne temporairement. Il adapte pour lui l'un de ses romans, "El pisito". Outre Ferreri, avec lequel il va entretenir une longue collaboration, Azcona va travailler avec des figures clé du cinéma espagnol : Luis García Berlanga et Carlos Saura. Azcona réalise avec eux une critique du Franquisme, qui vit alors ses dernières décennies, en affrontant une censure encore très vigilante. La première collaboration avec Ferreri, une adaptation de son roman Los muertos no se tocan nene, sera même interdite de sortie. À la fin des années 60, il entame une nouvelle et durable collaboration avec le réalisateur José Luis García Sánchez. Durant les décennies suivantes, il écrit également pour les réalisateurs : Pedro Masó, Pedro Olea, Fernando Trueba, José Luis Cuerda ou encore Bigas Luna.
En tant qu'écrivain, il a collaboré à des journaux comme Pueblo et à une revue humoristique La Codorniz ; c'est dans cette dernière qu'il a écrit Los muertos no se tocan nene et la Vida del repelente niño Vincente. C'est à Madrid qu'il commence à éditer des romans humoristiques, il publia notamment un livre regroupant trois romans (El estafalario) :
- Los ilusos (1958) ;
- Los europeos (1960) ;
- El anacoreta (1976).

Sa carrière de scénariste, particulièrement prolifique, avec plus de 90 scénarios écrits, lui vaudra une large reconnaissance dans son pays et aussi à l'étranger. Rafael Azcona a été récompensé à de nombreuses reprises par des récompenses prestigieuses : il a emporté cinq Prix Goya pour ses scénarios (une récompense annuelle équivalente en Espagne aux Césars et aux Oscars) et un Goya, à titre de récompense honorifique pour l'ensemble de sa carrière, en 1997. Il reçoit par ailleurs la Médaille d'or du mérite des beaux-arts par le Ministère de l'Éducation, de la Culture et des Sports en 1994 et la Médaille d'Or du Círculo de Bellas Artes en 2001.

## Filmographie

### Comme acteur
- 1959 : L'Appartement (El Pisito) de Marco Ferreri
- 1960 : La Petite Voiture (El Cochecito) : Fraile #2

### Comme réalisateur
- 1969 : Los Desafíos